# Dorstvlegels

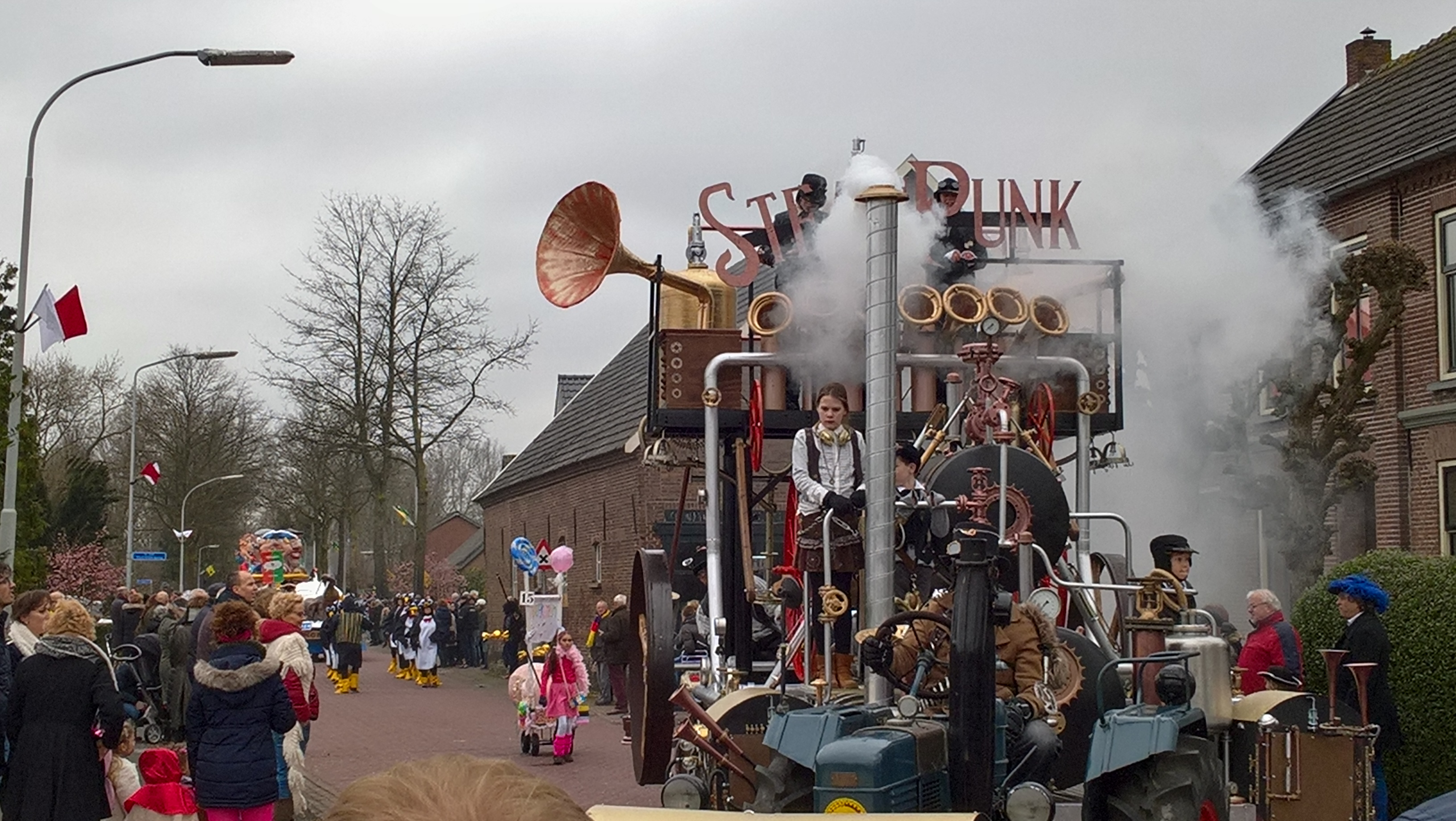
Oelewaal, optocht 2017

Dorstvlegels is de carnavalsvereniging van Winssen, opgericht op 1 februari 1966. De vereniging organiseert de carnavalsfestiviteiten in Oelewaal (zoals Winssen met carnaval wordt genoemd), met name pronkzittingen, optochten en feestavonden voor leden en niet-leden.
De periode waarin de carnavalsfestiviteiten plaatsvinden begint op de elfde van de elfde (met het Prinsenbal) en duurt tot en met de laatste dag van de maand maart in het volgende jaar. De vereniging bestaat uit bijna vierhonderd leden.